# Willem Jacobsz. Delff

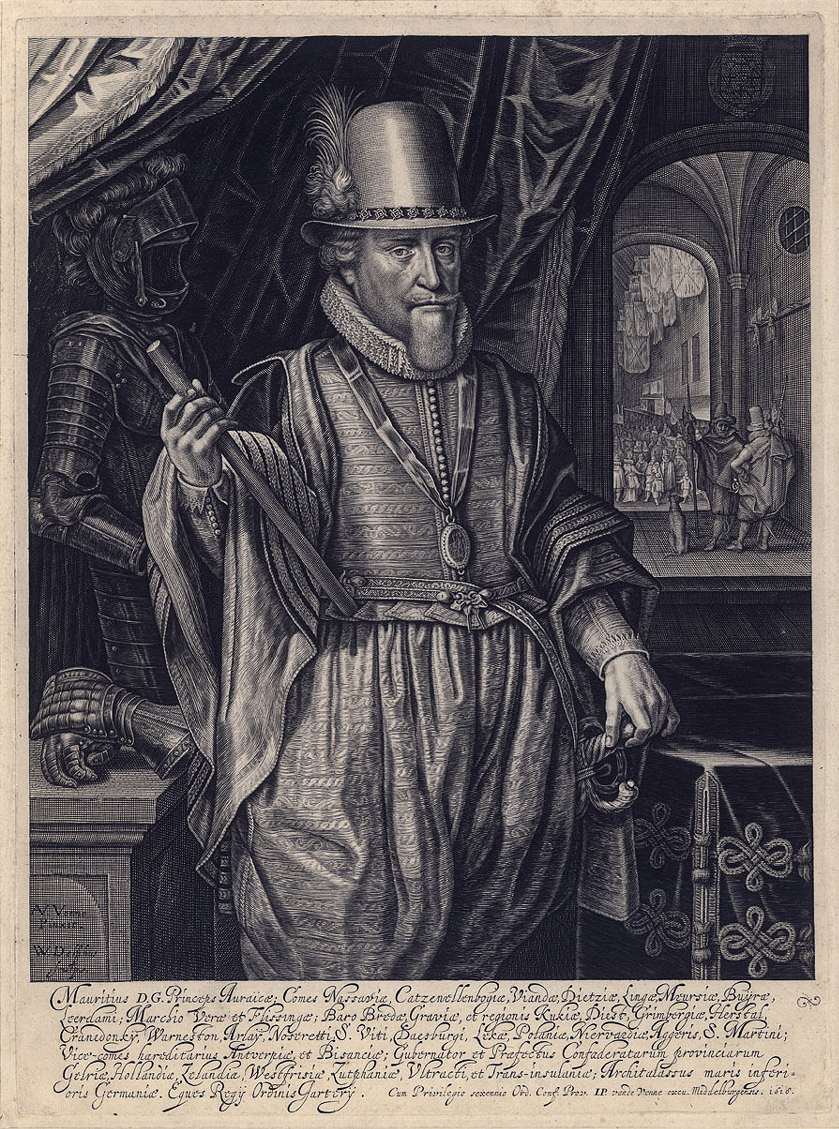
Portret van prins Maurits van Oranje, gravure uit 1618, Rijksmuseum Amsterdam

Willem Jacobsz. Delff (Delft, 1580 - aldaar, 1638) was een Nederlands kunstschilder, tekenaar en prentkunstenaar. Hij vervaardigde vooral portretten.
Delff was de jongste zoon van de portretschilder Jacob Willemsz. Delff. Ook zijn twee oudere broers waren beeldend kunstenaar. Cornelis (1570 - 1643) was stillevenschilder en Rochus Delff (1567 - 1617) was portrettist. Alle drie de broers werden door hun vader opgeleid. Ook Willems eigen zoon, die bekendstaat als Jacob Willemsz. Delff (II) (of: de Jongere) beoefende het schildersvak.
Willem was getrouwd met Geertruid van Miereveld, een dochter van de portretschilder Michiel Jansz. van Miereveld. Hij was lid van het Delftse Sint-Lucasgilde. Hij overleed in Delft en werd er begraven op 14 april 1638. 